# Milo O’Shea
Milo O’Shea (ur. 2 czerwca 1926 w Dublinie, zm. 2 kwietnia 2013 w Nowym Jorku) – irlandzki aktor filmowy i telewizyjny.

## Wybrana filmografia
seriale
- 1959: No Hiding Place jako Perkins
- 1973: Great Mysteries jako Ojciec Crumlish
- 1982: Zdrówko jako Wuj Roger
- 1987: Once a Hero jako Abner Bevis

film
- 1951: Talk of Million jako Autor wskazówek
- 1967: Ulysses jako Leopold Bloom
- 1968: Barbarella jako Doktor Durand Durand
- 1970: Mój anioł stróż jako Dr. Arnold Berg
- 1982: Werdykt jako Sędzia Hoyle
- 1989: Drużyna marzeń jako Doktor Newald
- 1999: Trudny wybór jako Harlan Greene
- 2002: Puckoon jako Sierż. McGillikuddie